# Camille Coduri

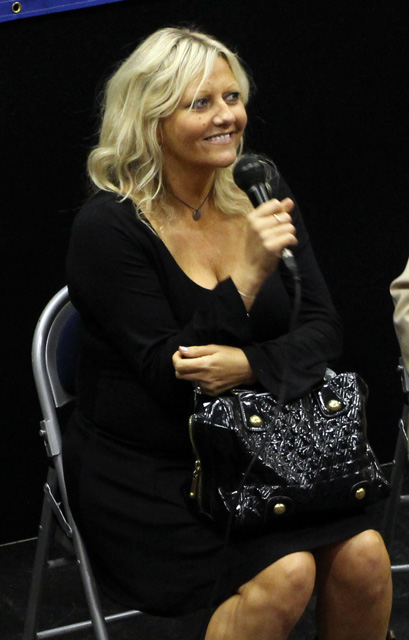
Camille Coduri (2015)

Camille Coduri (* 18. April 1965 in Wandsworth, England) ist eine britische Schauspielerin. Ihren größten Erfolg hatte sie in der britischen Science-Fiction-Kultserie Doctor Who, in der sie von 2005 bis 2006 und nochmals 2008 und 2010 die Rolle der Jackie Tyler spielte.

## Biografie
Coduri wurde in Wandsworth im Süden Londons geboren, wo sie auch aufwuchs. Sie besuchte die Holy Trinity Primary School (Grundschule) in Tooting und die Upper Tooting High School. Dort trat sie auch zum ersten Mal in einem Theaterstück auf. Nach der Schule machte sie eine Schauspiel-Ausbildung am Kingsway Princeton College in King’s Cross und trat 1981 dem Lyric Youth Theatre bei, einem Jugendtheater im Londoner West End. Dort wurde sie von einer Casting-Leiterin entdeckt, die ihr zu ihrer ersten Filmrolle verhalf, im amerikanischen Actionfilm Auf den Schwingen des Todes.
1987 folgte ihre erste Fernsehrolle in der britischen Drama-Fernsehserie Boon. Im Jahr 1990 spielte sie dann die Faith in Nonnen auf der Flucht an der Seite von Eric Idle und Robbie Coltrane. 1991 spielte sie die weibliche Hauptrolle in der Filmkomödie King Ralph an der Seite von John Goodman. Es folgten zahlreiche Auftritte in verschiedenen britischen Fernsehserien und -filmen.
In den Jahren 2005 und 2006 spielte sie eine Nebenrolle in der neuaufgelegten Kult-Fernsehserie Doctor Who. Dort spielte sie die Jackie Tyler, die Mutter der Hauptfigur Rose (gespielt von Billie Piper). Im Jahr 2008 hatte sie erneut einen Auftritt als Jackie Tyler in der vierten Staffel der Serie, gefolgt von einem Kurzauftritt in der letzten Episode des Hauptdarstellers David Tennant im Dezember 2009.
Nach dem Ende der zweiten Doctor-Who-Staffel spielte sie in dem Drama Pickles: The Dog Who Won the World Cup und dem Film The Business mit. Im Jahr 2006 spielte sie dann in der sechsteiligen BBC-Produktion Sinchronicity die Rolle einer Porno-Produzentin.
2010 spielte sie in einer Folge der BBC-Serie Ashes to Ashes – Zurück in die 80er an der Seite von Philip Glenister und Keeley Hawes. Ebenfalls 2010, war sie in der Folge Inspector Barnaby – Unter die Gürtellinie zu sehen.

## Privatleben
Coduri ist seit 1992 mit dem Schauspieler Christopher Fulford verheiratet und hat mit ihm zwei Kinder.

## Filmografie (Auswahl)
- 1987: Auf den Schwingen des Todes (A Prayer for the Dying)
- 1988: Hawks – Die Falken (Hawks)
- 1989: Ein fast anonymes Verhältnis (Strapless)
- 1989: Inspektor Wexford ermittelt (Ruth Rendell Mysteries, Fernsehserie, 1 Folge)
- 1990: A Bit of Fry and Laurie (Fernsehserie, 1 Folge)
- 1990: Nonnen auf der Flucht (Nuns on the Run)
- 1991: King Ralph
- 1996: Fünf Freunde (The Famous Five, Fernsehserie, 1 Folge)
- 2002: Der Preis des Verbrechens (Trial & Retribution, Fernsehserie, 1 Folge)
- 2005: The Business
- 2005–2010: Doctor Who (Fernsehserie, 15 Folgen)
- 2007: Agatha Christie’s Marple (Fernsehserie, 1 Folge)
- 2008: New Tricks – Die Krimispezialisten (New Tricks, Fernsehserie, 1 Folge)
- 2008: Lark Rise to Candleford (Fernsehserie, 1 Folge)
- 2009: The Firm – 3. Halbzeit (The Firm)
- 2010: 4.3.2.1
- 2010: Ashes to Ashes – Zurück in die 80er (Ashes to Ashes, Fernsehserie, 1 Folge)
- 2010: Inspector Barnaby (Midsomer Murders, Fernsehserie, 1 Folge)
- 2010–2013: Him & Her (Fernsehserie, 17 Folgen)